# Severînivka, Oleksandrivka
Severînivka (în ucraineană Северинівка) este un sat în așezarea urbană Oleksandrivka din regiunea Kirovohrad, Ucraina.

## Demografie
Componența lingvistică a localității Severînivka
     Ucraineană (95,92%)
     Rusă (4,08%)
Conform recensământului din 2001, majoritatea populației localității Severînivka era vorbitoare de ucraineană (95,92%), existând în minoritate și vorbitori de rusă (4,08%).